# 라라 그리스
라라 그라이스(Lara Grice, 1971년 8월 11일 ~ )는 미국의 배우이다.
뉴올리언스에서 태어났다.

## 출연 작품
- 아메리칸 애니멀스 (2018년)
- 걸즈 트립 (2017년)
- 하트, 베이비 (2017, Heart, Baby)
- 끝에서 시작되다 (2017년)
- 아메리칸 메이드 (2017년) - 리포터 역
- 로건 (2017년) - 중고차 딜러 역
- 더 홀 트루스 (2016년)
- 더 러너 (2015년)
- 빅쇼트 (2015년)
- 와일드 카드 (2015년)
- 나우 유 씨 미 : 마술사기단 (2013년)
- 마스크 메이커 (2010, Maskerade) - 리디아 역
- 롱 사이드 오브 타운 (2010년)
- 레전더리 (2010년)
- 넉클헤드 (2010년)
- 발명의 아버지 (2010년)
- 마이 러브 송 (2010년)
- 퀀텀 아포칼립스 (2010년)
- 웰컴 투 마이 하트 (2010년)
- 파이널 데스티네이션 4 (2009년)
- 12 라운드 (2009년)
- 팹 파이브 : 더 텍사스 치어리더 스캔들 (2008년) - 리포터 역
- 소울 맨 (2008년)
- 메이저 무비 스타 (2008년)
- 리핑 - 10개의 재앙 (2007년) - 이사벨 역
- 더 나비스 (2006년)
- 산타 없는 해 (2006년)
- 데자뷰 (2006년)
- 행운을 돌려줘 (2006년)
- 로커스트 (2005년)
- 해저드 마을의 듀크 가족 (2005년)
- 윈-딕시 때문에 (2005년)
- 브리트니의 일상탈출 (2004년)
- 스피릿 (2001년)

### 텔레비전
- 트레메 (2010-12)
- 렉티파이 (2013-16)
- 아메리칸 호러 스토리 (2014)
- 스크림 (2015)
- 스크림 퀸스 (2015)